# 黑腹鸚竺鯛
黑腹鸚竺鯛（學名：Ostorhinchus atrogaster），又稱黑腹鸚竺鯛，為輻鰭魚綱鈎頭魚目天竺鯛科鸚竺鯛屬下的一個種，分布於西太平洋菲律賓及澳洲西部海域，深度可達82公尺，本魚體呈橢圓形且側扁，頭大、眼大、口大且斜裂，頜齒細小，鰓蓋骨後緣棘不發達，體近透明，腹部黑色，側線上方到尾鰭基部有銀色條紋，從下頜尖穿過口鼻部到眼睛有一條深色帶，第一背鰭尖端和尾鰭上有暗色邊緣，背鰭2個，尾鰭叉形，上下葉圓鈍，背鰭硬棘8枚、背鰭軟條9枚、 臀鰭硬棘2枚、臀鰭軟條8枚，體長可達5.9公分，棲息在礁石區，屬肉食性，繁殖期時，雄魚具有口孵習性，卵約7日化成仔魚，由雄魚吐出，具短暫的仔魚飄浮期，生活習性不明。